# Zorita (Càceres)
|  | Per al municipi dels Ports, vegeu Sorita. |

Zorita és un municipi de la província de Càceres, a la comunitat autònoma d'Extremadura (Espanya).

## Demografia

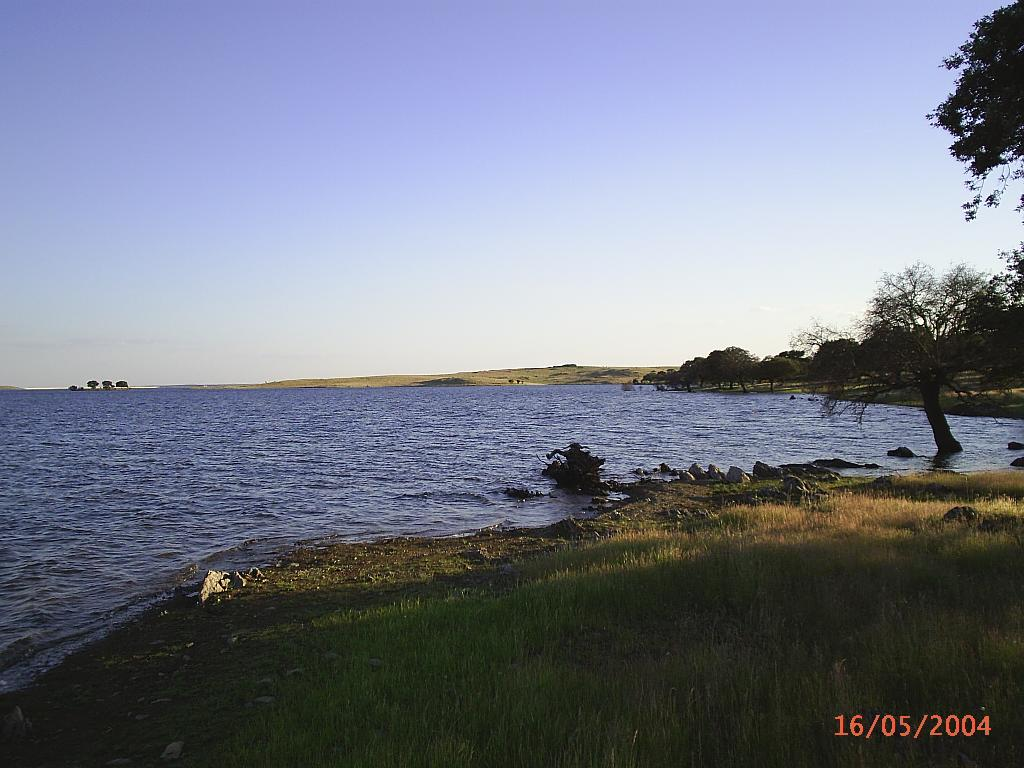
L'Embassament de Sierra Brava pertany al terme municipal de Zorita.

| 2001 | 2002 | 2003 | 2004 | 2005 | 2006 | 2007 |
| ---- | ---- | ---- | ---- | ---- | ---- | ---- |
| 1970 | 1925 | 1859 | 1816 | 1792 | 1768 | 1731 |